# Catalina de Cardona
Catalina de Cardona (Barcelona o Nápoles, 1519 - Cueva de Doña Catalina de Cardona, Casas de Benítez, 11 de mayo de 1577) fue una noble catalana que se retiró a hacer vida eremítica. Conocida como Beata Catalina de Cardona, no ha sido beatificada oficialmente, y es reconocida como venerable; "beata" era el nombre que recibían las mujeres laicas que adoptaban un estilo de vida retirada y religiosa y, a partir de esta denominación se ha originado la confusión.

## Biografía
Nació en la familia noble de los Cardona, barones de Bellpuig, hija de Ramón Folc de Cardona-Anglesola, decimosexto barón de Bellpuig, duque de Soma y virrey de Nápoles. Parece que era hija ilegítima y que por eso fue traída a Nápoles y no fue criada por la esposa de su padre, Isabel de Requesens y Enríquez de Velasco, condesa de Palamós. Fue ingresada a un convento de capuchinas y a los trece años fue prometida en matrimonio, y solamente salió del convento para casarse. Muy devota, influyó en su marido, que cambió su manera de vivir, pero murió muy pronto. Viuda, volvió al convento, donde vive como seglar, pero entregada a la espiritualidad y la religión.
En 1557, la princesa de Salerno, pariente suya, volvió a España y convenció Catalina para que la acompañara, yendo con ella a la corte, entonces en Valladolid. Fue nodriza del hijo del rey Felipe, Carlos, el heredero, y de Juan de Habsburgo y Blomberg, hermanastro del rey. Mientras vivía al palacio,  continuaba, sin embargo, haciendo penitencia y vida ascética, haciendo ayunos y plegarias continuas. Deseaba llevar una vida de penitencia y soledad y en 1562 huyó del palacio de los príncipes de Éboli en Pastrana (Guadalajara) y se retiró a una cueva de la población de Casas de Benítez (hoy en día en la provincia de Cuenca, cerca de La Roda).

### Vida a la ermita
Vivió como eremita, entregada a la plegaria y el rigor, como otras mujeres similares que, especialmente en Castilla y Extremadura, en un ambiente de reforma espiritual e influidas por las ideas de la contrarreforma, dejaban la vida mundana por la monástica o la eremítica, llegando a extremos de extrema austeridad.
Fue descubierta por un pastor en 1566 y pronto su cueva aconteció lugar de peregrinaje, donde iba gente a pedirle consejo y oraciones. Como su fama creció, la princesa de Éboli la invitó a acudir de nuevo a Pastrana. Catalina llegó en mayo de 1571. Entonces se enteró de la existencia de carmelitas descalzos y quiso ser uno de ellos. No quería ser monja porque, según declaraba, no soportaba la insípida conversación de los conventos femeninos. Se puso el hábito masculino y se convirtió en una sensación en Castilla. Desfiló por Madrid en un carruaje descubierto bendiciendo a la muchedumbre, que se había congregado para burlarse de ella o para besar sus hábitos. Llegó a obtener una audiencia con Felipe II.
Por entonces, el príncipe de Éboli le encargo a fray Juan de la Miseria que pintase un retrato de Catalina, del que se hicieron varias copias.
Catalina logró recaudar mucho dinero y decidió volver a su retiro en 1572. Se comenzó a levantar un convento de carmelitas descalzos en Casas de Benítez, con muchos problemas, puesto que las obras no estuvieron muy bien dirigidas; los retrasos y defectos de construcción hicieron que el dinero destinado a la construcción se acabaran y la parte hecha presentara muchos problemas. El fraile Ambrosio Mariano de San Benito, que era ingeniero, unió la iglesia con una galería subterránea a la cueva de la penitente. Mientras tanto, Catalina continuó su vida retirada; la fama de santidad de la ermitaña se extendió, y fue alabada por Pedro de Alcántara y Teresa de Jesús. En 1574 unas jóvenes de Villanueva de la Jara se le unieron en su vida eremítica.
Murió en olor de santidad el 11 de mayo de 1577, día que ella misma había predicho. Fue enterrada en la capilla de la Virgen María de Carmen del convento, en Casas de Benítez, y su tumba fue objeto de peregrinajes, atribuyéndose milagros y curaciones.
En 1580 eran nueve las mujeres que habían continuado con su vida apartadas en este lugar. Vivían con libros de Luis de Granada y de Pedro de Alcántara, que les servían como guías espirituales. Su deseo era ser carmelitas. El ayuntamiento del cercano pueblo de Villanueva de la Jara se comprometió a garantizar el futuro del convento de carmelitas descalzas que se fundase. Teresa salió del Convento de San José de Malagón y fundó, con la venerable Ana de San Agustín y otras monjas, el Convento de Santa Ana de Villanueva de la Jara en febrero de 1580.
El Convento de Santa María del Socorro fue trasladado en 1603 a Villanueva de la Jara. Se llevaron a este pueblo los restos de Catalina y su retrato.

## Teresa de Jesús y Catalina Cardona
Las vidas de la Madre Teresa de Jesús y de la famosa penitente carmelita Catalina Cardona siguen itinerarios paralelos dentro de la Reforma Carmelita, aunque desde planteamientos muy diferentes. Frente al modelo oración contemplativa de la santa abulense, la legendaria palaciega catalana se erige en el baluarte del sector más radical de la Reforma. Partidaria de llevar hasta el extremo la primitiva observancia carmelita y convencida de que la santidad del varón era superior a la de la mujer, la beata catalana elige fundar monasterios de frailes, dejando en manos de la Madre Teresa la fundación de conventos de monjas. Surge así la división de dos grupos antagónicos de los frailes carmelitas, muchos de los cuales encontraban en su peculiar estilo de vida eremítica un modelo alternativo al de la Madre Fundadora. Es en 1569 cuando se cruza la historia de la monja y la beata carmelitas, al cobijo de los primeros Duques de Pastrana, quienes viendo su villa rodeada de un entorno de alumbrados, propiciaron la fundación de dos conventos carmelitas allí, consiguiendo el ideal teresiano de acercar a monjas y frailes reformados. Pero desde el primer momento, la desobediencia de un grupo de extremados penitentes se apoderó del Carmelo de Pastrana, poniendo en trance el hundimiento de la Reforma. Estos frailes seguían con fascinación ejemplarizante el modelo de vida eremítica de Catalina Cardona y la división se agravó de forma dramática con la fundación del monasterio de Casas de Benítez en abril de 1572. La Madre Teresa intentó por todos los medios poner orden en el tema, temerosa de que el desacato contagiara también al convento de monjas, pero no llegó a conseguir por completo su propósito. Para aquellos rudos penitentes, la Cardona era superior y más fundadora de los frailes descalzos que la Madre Teresa, porque con ella se había multiplicado la vocación entre los frailes carmelitas muy por encima de los conseguidos por la monja abulense. Su postura fue seguida por muchos otros descalzos, que prefirieron practicar el ejemplo riguroso y deslumbrador de la ermitaña, convirtiéndose el monasterio de Casas de Benítez en una especie de emblema para fundaciones como las de Valle de Altomira, Granada y La Peñuela (en el actual municipio de La Carolina), que dieron vida propia a la Reforma de los frailes carmelitas con una actividad desenfrenada que a la larga ocasionaría a la Madre Teresa tantos quebraderos de cabeza.

## Veneración
Tras su muerte, la beata Cardona dejó un rastro de veneración que puso en peligro la unidad de los descalzos. Su rechazo mundanal y su fama de santa milagrera fascinaron a toda España, incluida Teresa de Jesús. La Madre abulense siempre la elogió en sus escritos y nunca desautorizó sus excesos, dedicándole una encomiástica semblanza en el capítulo 28 de las Fundaciones tras visitar su cueva y convento en febrero de 1580. La fama de la Cardona superó a la de Santa Teresa en tierras alcarreñas y manchegas, al punto de ser conocida como “Madre Fundadora” en el monasterio de Casas de Benítez durante los primeros tiempos de la Reforma. Aunque un Decreto de la Orden de 1619 ordenaba que en lo sucesivo sólo se llamase así a Teresa de Jesús, tardó mucho en corregirse la mentalidad de aquellos redomados penitentes convencidos de que “era más Madre de los Descalzos la Madre Cardona que la Madre Teresa”. Todavía en 1688, el cronista que narra la visita de Mariana de Austria a Casas de Benítez sigue denominando a la ermitaña “Monja Fundadora”  al relatar la emoción sentida por la Reina cuando visitó el aposento donde la beata solía alojarse en esta villa.
En 1603, al trasladarse el convento, su cuerpo también se trasladó al nuevo convento de Villanueva de la Jara; hoy se conservan en la iglesia de Carmen, antigua iglesia del convento de frailes carmelitas.
El proceso de beatificación de la eremita quedó paralizado y localmente se le da el título de venerable Cardona. Hoy, es recordada en la zona donde se conserva la cueva, abandonada. Fue redescubierta en 1980, y declarada monumento, iniciándose las obras de restauración.